# Tekken Card Tournament
Tekken Card Tournament (鉄拳カードトーナメント?) es un videojuego de lucha desarrollado conjuntamente por Bandai Namco Entertainment y C4M Prod para iOS  y Android, así como para navegador. El juego fue lanzado el 4 de abril de 2013.

## Jugabilidad

### Cartas
Tekken Card Tournament es un juego de cartas coleccionables en el que el jugador, tras elegir su personaje inicial, construye su propio mazo de cartas y desafía a otros jugadores y sus respectivos mazos. Cada mazo se compone de 15 cartas obligatorias más una carta de poder opcional. El juego se desarrolla en duelos 1 contra 1 donde el objetivo es llevar los puntos de salud (HP) de tu oponente a cero, por defecto 90. Hay dos tipos de cartas:
- Cartas de combate, máximo y mínimo 15 por cada mazo
- Cartas de poder, máximo 1 por cada mazo. Sin embargo, no son obligatorios para una baraja completa.

Las cartas de combate se dividen a su vez en dos subgrupos:
- Puñetazo (puñetazo)
- Patada (fútbol)

Cada carta de combate tiene:
- Un nombre del movimiento en cuestión específico del personaje al que pertenece.
- Un valor numérico que indica la cantidad de HP que le quita al oponente si se usa para atacarlo (H).
- Una gradación o un color. Cada carta conoce tres versiones de sí misma. Bronce si es común, plata si es de élite, oro si es raro. Cuanto más precioso sea el metal que lo identifica, mayor será su poder o efectos. Algunas cartas negras son súper raras (SR) y son, con diferencia, las cartas más poderosas de cada personaje.
- Un efecto: Muchas cartas tienen efectos que pueden activarse según ciertas condiciones durante el juego. Si una carta tiene un efecto, también hay un reloj de arena que indica cuándo se activa el efecto, es decir, antes del ataque (reloj de arena completo en la parte superior) o después del ataque (reloj de arena completo en la parte inferior).

Un posible símbolo "U" indica que es posible tener una y sólo una copia de la carta en una baraja. Si el símbolo "U" está ausente, es posible tener hasta tres copias de la carta en una baraja.
Las cartas de poder, por otro lado, aumentan los puntos de salud máximos del jugador que las posee, además de tener en ocasiones efectos en el juego o en las cartas de ambos jugadores. Las cartas de poder también tienen grados Bronce, Plata, Oro o Súper Raras.
Un mazo se puede considerar completo cuando contiene 15 cartas de UN SOLO personaje. No es posible crear mazos mixtos con cartas de diferentes personajes. Sin embargo, es posible poseer más de un mazo, incluso de personajes desiguales.

### Jugando un juego
Antes de comenzar un duelo, los jugadores revelan sus cartas de poder y sus efectos relacionados, si los tienen.
En este punto cada jugador tiene tres opciones disponibles:
- Enfoque (el jugador roba una carta del mazo)
- Strike (el jugador ataca con todas las cartas que ha robado, si las hubiera)
- Bloqueo (el jugador "bloquea" hasta dos de las cartas del oponente. Se dice que el Bloqueo es efectivo sólo si el oponente realmente ataca).

Ambos jugadores tienen 10 segundos para tomar una decisión. Cuando ambos jugadores han elegido cómo proceder, revelan su elección a su oponente.
Cuando un jugador elige "Enfocar", roba una carta de su mazo y la muestra boca arriba en el campo de juego. Si el oponente también elige "Enfocar", igualmente roba una carta y la coloca boca arriba en la forma opuesta y correspondiente a la del oponente. Cada jugador puede colocar hasta 5 cartas en el campo.
Si un jugador tiene al menos una carta en el campo, puede elegir "Golpear" al comienzo del turno, es decir, atacar a su oponente con todas las cartas en el campo. El ataque es la suma de los valores numéricos de cada carta que se deben restar del HP del oponente que sufre el ataque.
Al elegir "Bloquear", el jugador bloquea hasta dos cartas del ataque de cualquier oponente. El bloqueo sólo es efectivo si el oponente realmente ataca.
Según las elecciones de cada jugador, las cartas (si las tienen) pueden activar algunos efectos especiales que modifican el curso del juego (por ejemplo "si al inicio del turno eliges Focus obtienes 10 HP" o "Si tienes tres o más cartas en el campo, tu oponente descarta una".
Cuando un jugador realiza un "Golpe" al final del turno descarta todas las cartas que usó para atacar, ya sea que el ataque haya tenido éxito (es decir, todas las cartas atacaron al oponente), o si solo funcionó en parte (por ejemplo " Golpear" con 4 cartas pero 2 salvadas por el "Bloqueo" del oponente") o si no funcionó en absoluto (atacar con una o dos cartas ambas salvadas por el "Bloqueo").
Durante una partida pueden ocurrir situaciones de punto muerto, por ejemplo cuando ambos jugadores llegan a 5 cartas en el campo y siempre eligen "Bloquear" en turnos posteriores, o un jugador, a pesar de tener 5 cartas en el campo, continuamente (e inútilmente) elige Enfocar y el oponente continúa eligiendo "Bloquear". Estas situaciones reglamentarias pueden durar un máximo de dos rondas consecutivas. En el tercero, ambos jugadores descartan todas sus cartas.
El juego termina cuando uno de los dos jugadores alcanza 0 HP, tras un "Golpe" sufrido o por el efecto de una carta, o cuando ambos jugadores, nuevamente por las razones enumeradas anteriormente, alcanzan 0 HP. En este último caso el partido termina en empate.

## Modos de juego
Desde la beta a finales de enero de 2013, el juego presentaba gráficos 3D muy similares a los de Tekken 6 para PSP. Los personajes también tienen el vestuario y apariencia del sexto capítulo de la saga al igual que las arenas en las que se desarrollan los duelos son de Tekken 6. En cambio, las tarjetas representan imágenes tomadas de Tekken Tag Tournament 2. Durante un duelo, las cartas del jugador se muestran en la parte inferior de la pantalla y las del oponente en la parte superior.
El juego presenta tres modos:
- Arcade: desafío contra la computadora. Tres dificultades disponibles: Fácil, Medio, Difícil.
- Batalla amistosa: Desafío en línea contra otros jugadores. Los resultados de los duelos no se tienen en cuenta para el ranking online.
- Campeonato en línea: Igual que la "Batalla amistosa", pero los resultados afectan la clasificación en línea del jugador.

Para jugar necesitas crear una cuenta o usar una cuenta de Facebook. Luego, cada jugador elige un apodo y un avatar entre los propuestos por el sistema. Después de un breve tutorial de Kazuya sobre las reglas básicas podremos comenzar a jugar inmediatamente después de elegir un personaje de los propuestos y recibir nuestra primera baraja de cartas básicas.
Cada jugador tiene un nivel de experiencia que aumenta a medida que juegas gracias a los puntos XP que ganas con cada duelo.
Como todos los juegos Free to Play, el juego tiene un sistema de moneda interno para comprar contenido adicional dentro del juego. Ellos son:
- Oro: la moneda principal y que se obtiene más fácilmente en los duelos. Con Gold puedes comprar los paquetes básicos en la "Tienda Booster".
- Crédito: moneda más rara y preciosa que el oro. Imprescindible para la compra de paquetes avanzados.

Para obtener oro y crédito, simplemente realiza un duelo dentro del juego. También es posible completar una serie de desafíos (como vencer a un determinado personaje un número determinado de veces) para obtener más recompensas. Con cada aumento en el nivel del jugador, también recibirás créditos adicionales. Sin embargo, es posible realizar transacciones con monedas reales para obtener inmediatamente la cantidad de Oro o Créditos que desees.
Para obtener más cartas, el jugador puede ganarlas durante los duelos, comprar paquetes en la "Tienda de refuerzo", comparar cartas individuales en el mercado o usar "Fusion".
La fusión consiste en "fusionar" 3 cartas idénticas y de la misma fuerza para obtener otra igual pero de mayor fuerza. Por lo tanto, es posible fusionar 3 cartas de bronce para obtener una idéntica pero plateada (por ejemplo, 3 Puños del Dios del Viento de bronce de Kazuya fusionados, dando un Puño del Dios del Viento plateado) o 3 cartas plateadas para obtener una dorada y plateada. No es posible fusionar cartas doradas. Una fusión de tarjeta de Bronce cuesta 5000 de Oro, una de Plata cuesta 20000 de Oro.
Cada jugador tiene 5 cajas de Energía disponibles. Para afrontar un duelo es necesario tener al menos uno. Cada duelo, independientemente del resultado, consume un cuadrado de energía. Cuando se consumen las cinco fichas, el jugador aún puede continuar jugando solo en los modos Arcade o Batalla amistosa, sin recibir ninguna recompensa. La recuperación completa de la barra energética se produce después de aproximadamente dos horas. Sin embargo, es posible comprar más Energía mediante Créditos.

## Personajes
- Yoshimitsu
- Kazuya Mishima
- Lili
- Ling Xiaoyu
- Marshall Law
- Nina Williams
- Panda
- Paul Phoenix
- Heihachi Mishima

## Desarrollo
Katsuhiro Harada anunció en su Twittera mediados de enero de 2013 que se estaba desarrollando un nuevo juego de la serie Tekken. También afirmó que el anuncio no se refiere a Tekken 7 o Tekken X Street Fighter. Más tarde anunció el Tekken Card Tournamnet en internet. Los desarrolladores han declarado que el juego se lanzará en Asia, América del Norte, Oceanía, Europa y América del Sur . Los creadores han confirmado que también se venderá un juego físico de cartas para usar en el juego. Cada tarjeta tiene un código QR, por lo que puedes agregar tarjetas al juego o ver 3D modelos de personajes a través de tu teléfono inteligente o tableta. A finales de enero, se confirmó que se lanzarán para su uso al menos 190 tarjetas únicas. La versión beta pública apareció en Internet a finales de enero y se anunció la fecha de venta de la tarjeta: verano de 2013.
El juego fue lanzado en App Store, Google Play y en el sitio web oficial del juego el 4 de abril de 2013.